# Kia K8
Der Kia K8 ist eine Limousine der oberen Mittelklasse von Kia Motors, die in der Modellpalette zwischen K5 und K9 positioniert ist. Das Schwestermodell von Hyundai ist der Grandeur der siebten Generation.

## Geschichte
Vorgestellt wurde das Fahrzeug im Februar 2021 als Nachfolgemodell des Cadenza/K7. Erste technische Details gab Kia einen Monat später bekannt. Zunächst kam der K8 im April 2021 auf dem südkoreanischen Heimatmarkt in den Handel. Eine überarbeitete Version der Baureihe wurde im August 2024 vorgestellt. Eine Vermarktung in Europa ist nicht geplant.

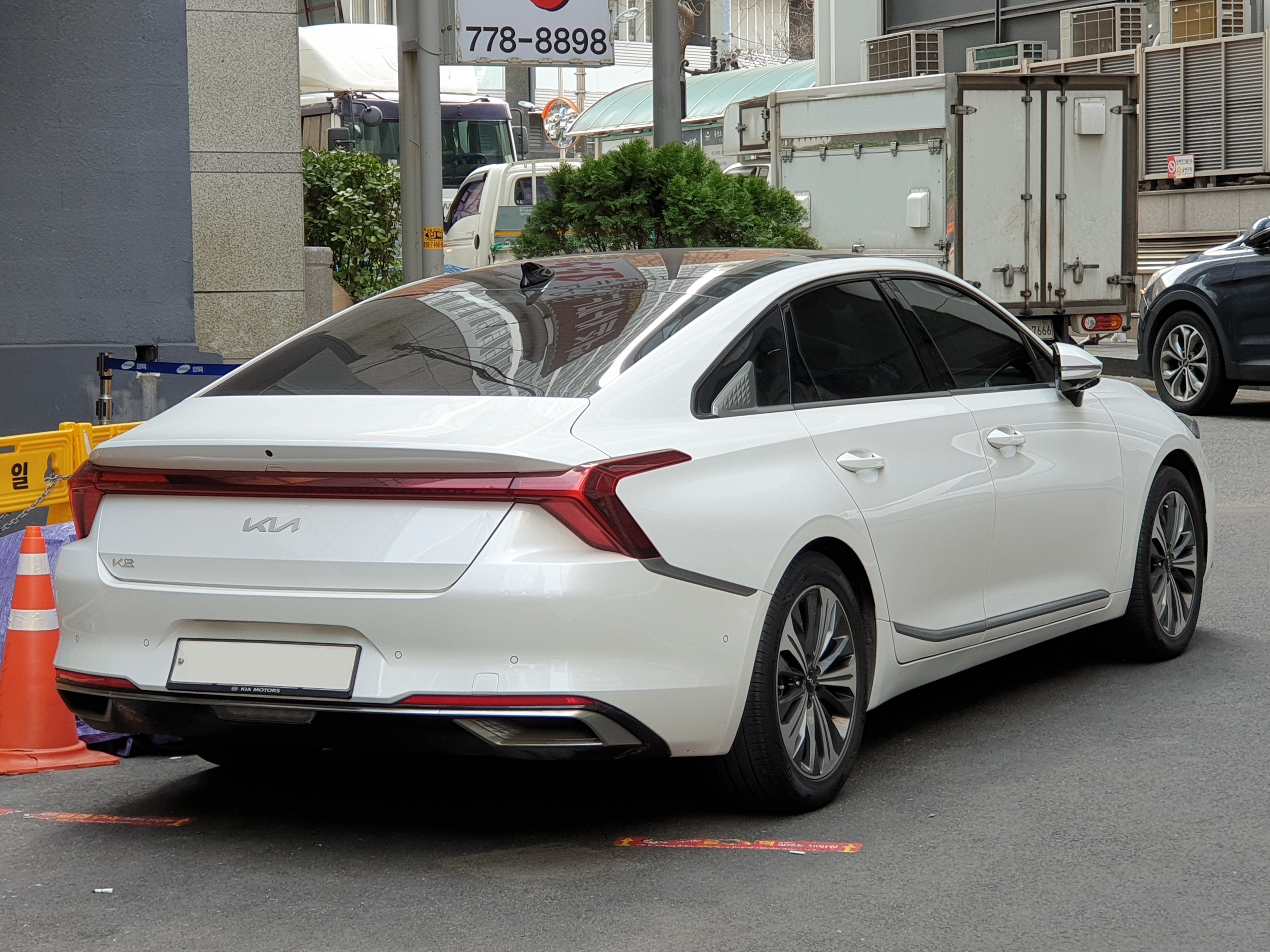
Heckansicht
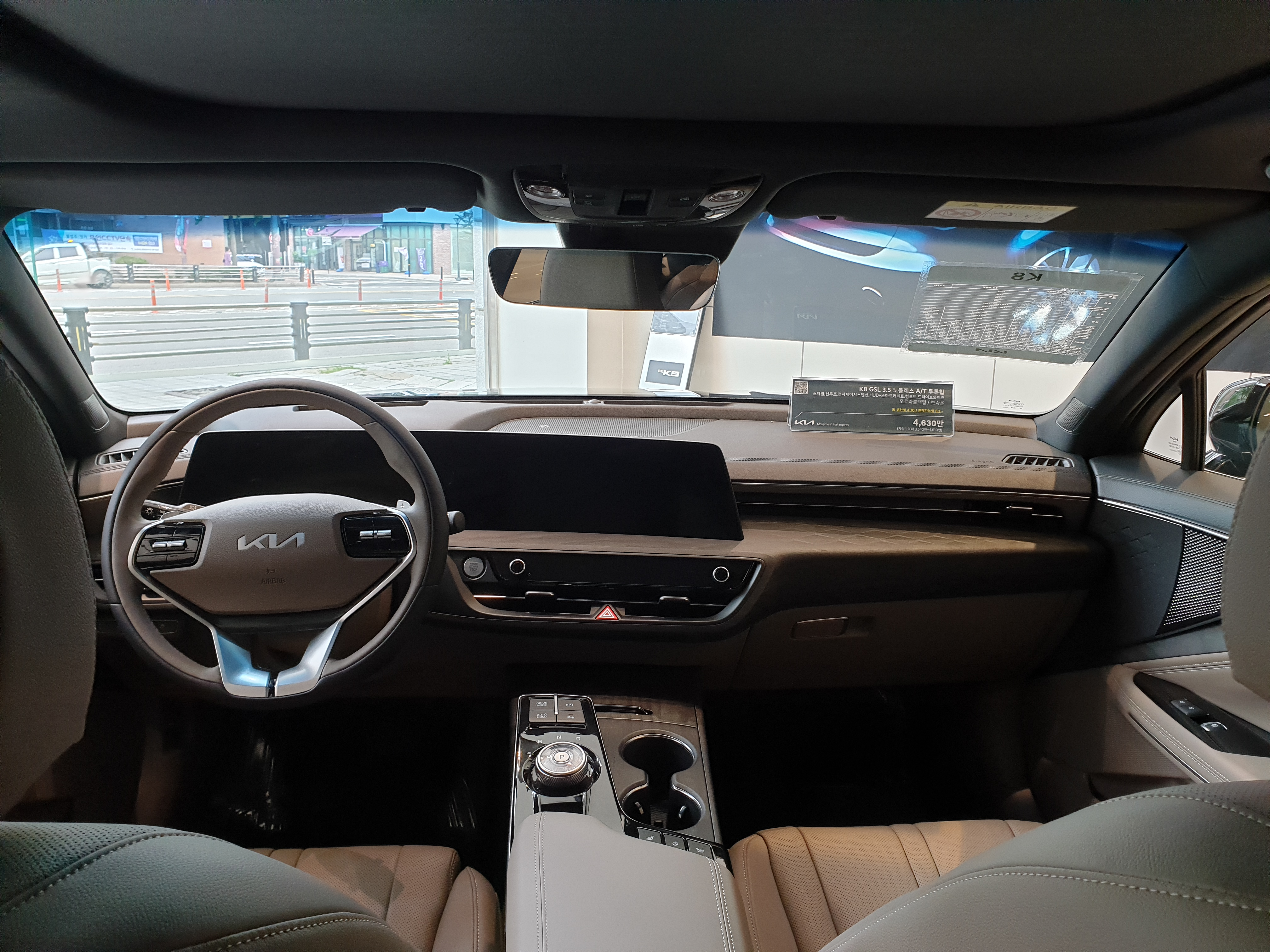
Innenansicht
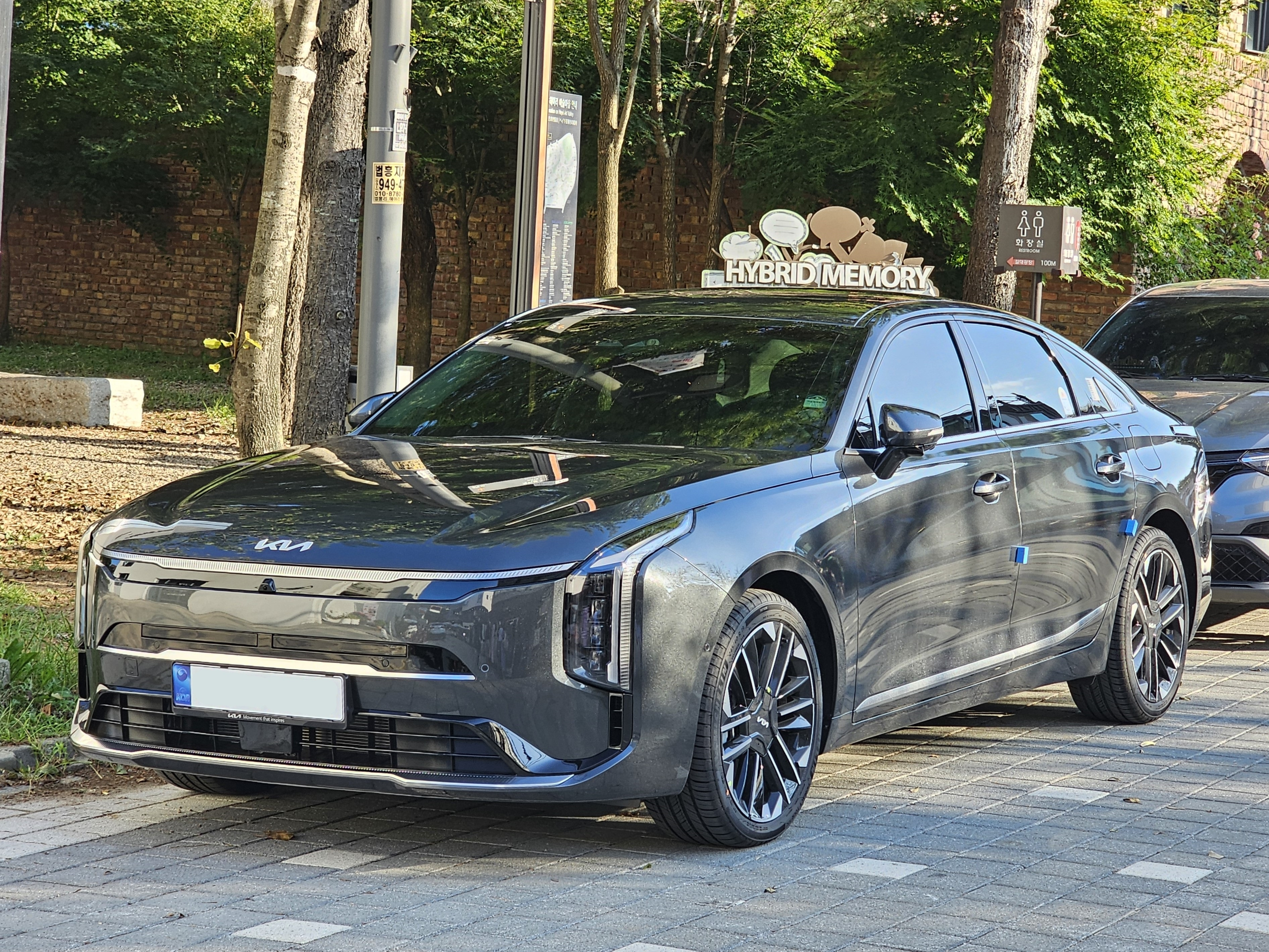
Kia K8 (seit 2024)
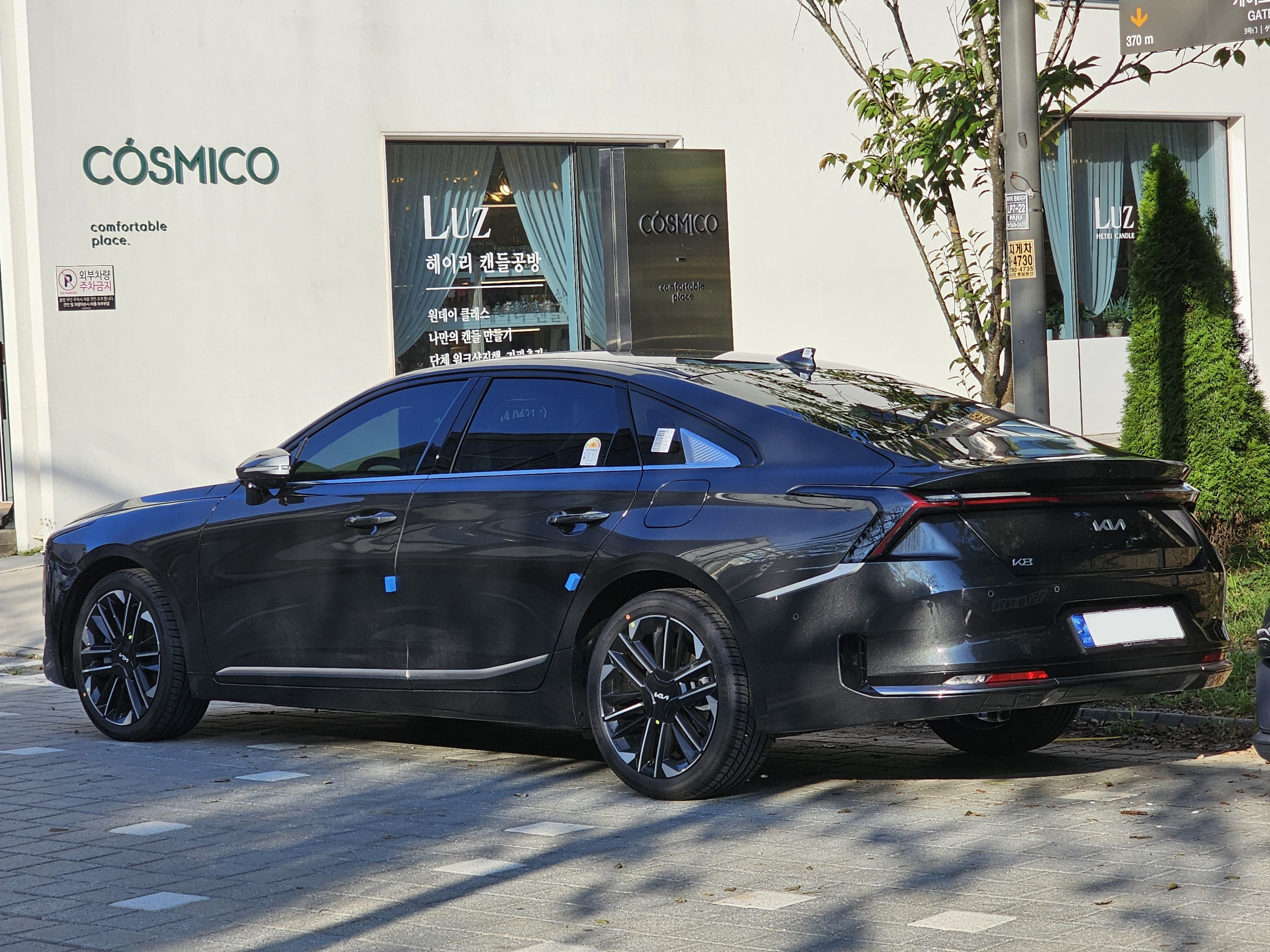
Heckansicht

## Technische Daten
Als Antrieb stehen für die Limousine drei Ottomotoren zur Wahl. Die Einstiegsmotorisierung hat einen Hubraum von 1,6 Liter. Darüber ist ein 2,5-Liter-Motor mit 146 kW (198 PS) erhältlich. Topmotorisierung ist ein 3,5-Liter-V6 mit 221 kW (300 PS), der auch mit Allradantrieb verfügbar ist. An der Vorderachse kommen MacPherson-Federbeine und an der Hinterachse eine Mehrlenkerachse zum Einsatz.